# Giaches de Wert
Giaches de Wert ook soms Jacques de Wert, Jacob Werth, Jacob Vuert (Weert, 1535 – Mantua, 6 mei 1596) was een Franco-Vlaamse componist die actief was in Italië. Hij was een van de leidende personen in de ontwikkeling van de madrigaal van de late renaissance.

## Biografie
Hij werd waarschijnlijk geboren in Weert en verhuisde naar Italië toen hij nog een kind was. Hij was een koorknaap in de kapel van Maria di Cardona in Napels en werd daarna een leerling van Cypriano de Rore aan het hof van de Ercole II d'Este in Ferrara (circa 1550 - 1555). Vervolgens was hij korte tijd verbonden aan de hoven van Novellara, Mantua en Parma.
In 1565 kwam hij in dienst van Guglielmo I Gonzaga in Mantua en werd hij koormeester van de hertogelijke kapel van S. Barbara, wat hij bleef tot 1592. Hij werd opgevolgd door Gastoldi.
Zijn privéleven was stormachtig; zijn vrouw verliet hem en hij had een noodlottige liefdesverhouding met Tarquinia Molza, een zangeres aan het hof van Ferrara.

## Muziek en invloed
De Wert schreef meer dan 230 madrigalen en andere seculiere werken (uitgegeven in 16 delen, 1558 - 1608); ook schreef hij meer dan 150 sacrale stukken (motetten, hymnen, et cetera) die zijn meesterlijke beheersing van het contrapunt demonstreren.
Qua stijl behoorden zijn madrigalen tot de meest ontwikkelde van zijn tijd: in de jaren 1580 was hij een van de leiders in de ontwikkeling van een nieuwe, expressieve, emotioneel intense stijl, tezamen met Luzzasco Luzzaschi en Luca Marenzio, een stijl die culmineerde in het werk van Claudio Monteverdi en Carlo Gesualdo. Hij neigt naar het gebruik van een homofone toonzetting in zijn madrigalen, hoewel nooit exclusief; als animerende afwisseling verschijnen ook polyfone passages. In zijn laatste werken, in de jaren 1590, begon hij te experimenteren met de nieuwe concertato-stijl, met gegroepeerde stemmen in dialoog.
De Wert staat tussen Cypriano de Rore en Claudio Monteverdi, die onder hem werkte in Mantua en op wie hij een grote invloed had.
Hij overleed in Mantua.
- Bibsys: 2032570
- Biblioteca Nacional de España: XX1760047
- Bibliothèque nationale de France: cb13925252j (data)
- CiNii: DA10952522
- Gemeinsame Normdatei: 118975420
- International Standard Name Identifier: 0000 0001 2102 9652
- Library of Congress Control Number: n81072551
- Nationale Bibliotheek van Letland: 000047838
- MusicBrainz: 208df6d5-9c15-48ee-b4e9-00fcfd45f299
- Nationale Bibliotheek van Tsjechië: jn20010525005
- Nationale bibliotheek van Australië: 35285535
- Nationale Bibliotheek van Israël: 987007277101205171
- Nederlandse Thesaurus van Auteursnamen: 104087811
- Réseau des bibliothèques de Suisse occidentale: 02-A000176191
- Istituto Centrale per il Catalogo Unico: MILV086645
- LIBRIS: 212015
- SNAC: w6dn50nh
- Système universitaire de documentation: 052526348
- Trove: 897716
- Virtual International Authority File: 89543989
- WorldCat: E39PBJhxhphpJq3dPv9QgrXyBP